# Chicken Wings Sports Club
Der Chicken Wings Sports Club ist ein finnischer Fußballverein aus Helsinki, der derzeit in der Miesten Nelonen, der sechsten Spielklasse des Landes, spielt. Der Verein nahm 2022, 2023 und 2024 am finnischen Fußballpokal teil. Die Vereinsfarben sind Schwarz-Weiß. Zudem verfügt der Club über eine Amateur-Futsalmannschaft namens „Chicken Wings and Beer“.

## Geschichte
Der Chicken Wings Sports Club wurde 2007 in der finnischen Hauptstadt Helsinki gegründet. Im Jahr 2017 gelang dem Verein der Aufstieg von der Kutonen (achtthöchste Liga) in die Vitonen (siebtklassige Liga), nachdem man die Saison als Zweitplatzierter abgeschlossen hatte. 2020 landete der Club jedoch nur auf dem dritten Platz, was ihn trotz gleicher Punktzahl wie Dynamo/Estofut auf Platz 2 daran hinderte, in die sechste Liga aufzusteigen – der Gegner hatte aufgrund einer besseren Tordifferenz die Oberhand. Aufgrund der Covid-19-Pandemie wurde die Saison 2020 nach neun Spieltagen abgebrochen. Da jedoch die fünf besten Teams in die Nelonen (sechsthöchste Liga) aufstiegen, konnte Chicken Wings SC zusammen mit FC KaKe, FC Viikingit/Mordor, PuiU/86 und LPS/2 diesen Aufstieg feiern. Im selben Jahr sicherte sich der Verein zudem den Meistertitel in der Vitonen.
2022 trat der Verein erstmals im finnischen Fußballpokal an, verlor jedoch mit 0:4 gegen HIFK/2, wobei der Spieler Sekular in der 67. Spielminute eine Rote Karte erhielt. 2023 gelang es dem Club, durch einen Sieg über Valtti/2 erstmals die nächste Pokalrunde zu erreichen, in der man jedoch mit 0:5 gegen Toukolan Teräs (ToTe) ausschied. Auch 2024 war Chicken Wings SC wieder im Suomen Cup vertreten. Nach einem 3:0-Sieg gegen EsPA/United setzte sich der Verein im Elfmeterschießen mit 10:9 gegen Ponnistajat durch. Dies war das erste Mal in der Vereinsgeschichte, dass Chicken Wings SC zwei Pokalsiege hintereinander erzielen konnte. In der zweiten Runde erreichte der Verein gegen Millbrook FC ein 2:2-Unentschieden, scheiterte jedoch im Elfmeterschießen mit 2:4.

## Ligazugehörigkeit
| Saison | Platz | Punkte | Liga              |
| ------ | ----- | ------ | ----------------- |
| 2017   | 2/18  | 40     | Kutonen (8. Liga) |
| 2018   | 6/10  | 20     | Vitonen (7. Liga) |
| 2019   | 4/10  | 27     | Vitonen (7. Liga) |
| 2020   | 3/10  | 34     | Vitonen (7. Liga) |
| 2021   | 1/10  | 22     | Vitonen (7. Liga) |
| 2022   | 7/12  | 30     | Nelonen (6. Liga) |
| 2023   | 11/12 | 11     | Nelonen (6. Liga) |
| 2023   | 2/4   | 6      | Nelonen (6. Liga) |
| 2024   | 6/12  | 30     | Nelonen (6. Liga) |
| 2025   | -     | -      | Nelonen (6. Liga) |

## Reservemannschaft
Die Reservemannschaft von Chicken Wings SC wurde im Jahr 2020 aktiv und gewann 2023 die Kutonen, wodurch sie in die siebtklassige Vitonen aufstieg, wo sie bis heute spielt.

## Futsal
Der Verein verfügt über eine eigene Futsalmannschaft, die in der Männer-Hobby-Futsal-Vitonen spielt. Der Name des Futsal-Teams ist Chicken Wings and Beer, was noch kurioser ist als der Name des Hauptvereins.

## Stadion
Die Heimspielstätte des Vereins ist das Sportpark Myllypuro in Helsinki, ein Kunstrasenplatz. Neben Chicken Wings SC wird der Sportpark von 19 weiteren Vereinen bespielt, darunter AC Stadin Sissit, FC Mango Helsinki, Millbrook FC, FC Spede, AC Jupiter und FC Kobane.